# Dirk de Groot (voetballer)
Dirk de Groot (Amsterdam, 1943) is een voormalig Nederlands voetballer.
De Groot werd geboren in de Amsterdamse wijk de Meer, maar voegde zich als voetballer bij het katholieke Volendam. Later werd hij alsnog overgehaald om bij de club in zijn buurt te komen voetballen, AFC Ajax. De overstap naar Ajax werd hem aangeraden door zijn toenmalige trainer van Volendam, Bram Appel. Op 27-jarige leeftijd raakte De Groot geblesseerd aan zijn knie en was zijn actieve voetballoopbaan voorbij. Hij werd er trainer bij de pupillen, uit hobby en zonder financiële vergoeding. De Groot geldt als invloedrijke jeugdtrainer van latere topspelers als Wim Kieft, Frank Rijkaard, Gerald Vanenburg, Sonny Silooy, John van 't Schip, Marco van Basten, John Bosman en Dennis Bergkamp. Tevens werd hij samen met trainer Sonny Silooy kampioen in het seizoen 2005/2006 met de A1 van Ajax. met spelers zoals Gregory van der Wiel en Jan Vertonghen.
Dirk de Groot trad in december 2010 toe tot de ledenraad van Ajax.